# Microlycus virens
Microlycus virens är en stekelart som beskrevs av Erdös 1951. Microlycus virens ingår i släktet Microlycus, och familjen finglanssteklar. Arten är reproducerande i Sverige.